# Microarthridion fallax
Microarthridion fallax är en kräftdjursart som beskrevs av Perkins 1956. Microarthridion fallax ingår i släktet Microarthridion och familjen Tachidiidae. Arten är reproducerande i Sverige. Inga underarter finns listade i Catalogue of Life.